# Fortinet

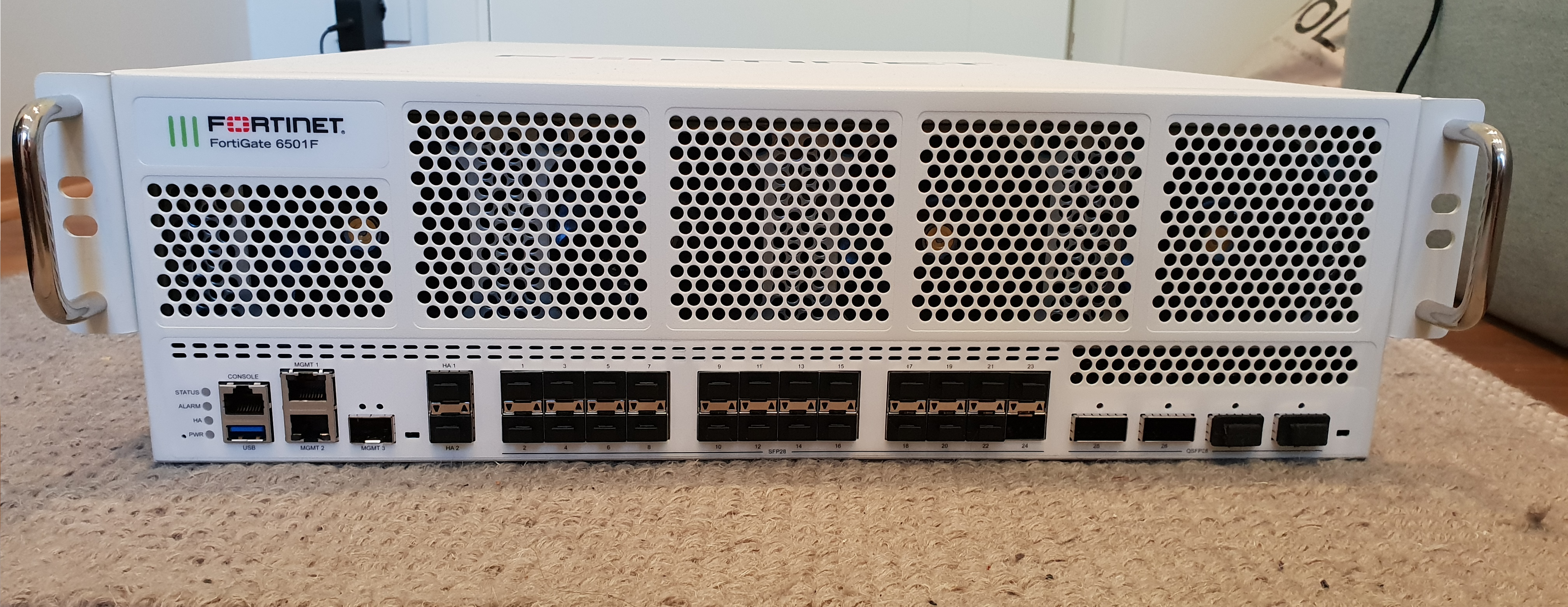
Fortinet的防火牆

Fortinet公司（Fortinet, Inc.）是美國的一家網路安全公司，總部位於加利福尼亞州森尼韋爾。該公司由謝青和謝華兄弟創業於2000年。2009年11月，公司實現股票上市。
2025年6月，Fortinet被Investor's Business Daily選為20大大型成長股。

## 外部連結
- 官方网站